# The Surprises of an Empty Hotel
The Surprises of an Empty Hotel er en amerikansk stumfilm fra 1916 af Theodore Marston.

## Medvirkende
- Charles Richman som Francis Trehurn Marchmont.
- Leo Delaney som Charles Manders.
- Charles Eldridge som Thomas Cadwallader Bennt.
- William R. Dunn som Alfred.
- Robert Gaillard som Henry Barclay.